# Hernán Darío Muñoz
Pour les articles homonymes, voir Muñoz.
Muñoz  Giraldo est un nom espagnol. Le premier nom de famille, en général paternel, est Muñoz ; le second, en général maternel, souvent omis, est Giraldo.
Hernán Darío Muñoz Giraldo (né le 5 janvier 1973 à Rionegro) est un coureur cycliste colombien. Professionnel de 1996 à 2011, il a notamment remporté le Tour de Langkawi en 2002 et le Tour du Táchira en 2003. Il est aujourd'hui directif sportif adjoint dans la formation Aguardiente Antioqueño-Lotería de Medellín.

## Palmarès
- 1997
  - 10eb (contre-la-montre) et 12e étapes du Tour du Táchira
  - 9e étape du Tour de Colombie
  - 2e du Tour du Venezuela
  - 3e du Tour du Táchira
- 1998
  - Clásica Nacional Marco Fidel Suárez
  - 7e étape du Tour du Táchira
  - Vuelta a Chiriquí
  - Tour du Costa Rica :
    - Classement général
    - 5e étape

  - 2e du championnat de Colombie sur route
- 1999
  - Clasica Alcaldía de Pasca
  - Vuelta a Antioquia
- 2002
  - Tour de Langkawi :
    - Classement général
    - 9e étape

  - 12e étape du Tour de Colombie
- 2003
  - Tour du Táchira
    - Classement général
    - 8e et 13e étapes

  - 9e étape du Tour de Langkawi
  - 2e du Tour de Langkawi
- 2004
  - Clasica Ciclo Acosta-Bello :
    - Classement général
    - Prologue

  - 3e étape du Doble Copacabana GP Fides (contre-la-montre par équipes)
- 2005
  - Vuelta al Tolima :
    - Classement général
    - 3e étape (contre-la-montre)
- 2006
  - Vuelta a Uraba :
    - Classement général
    - 3e étape (contre-la-montre)

  - Vuelta Mazatlán :
    - Classement général
    - 3e étape

  - Vuelta a Puebla :
    - Classement général
    - 2e étape

  - 2e du Tour du Guatemala
- 2007
  - 3e étape de la Vuelta de Bisbee
  - 2e étape du Tour of the Gila
  - 2e de la Vuelta de Bisbee
  - 3e de la Tucson Bicycle Classic
- 2009
  - 2e étape de la Vuelta a Antioquia
  - 1re étape du Clásico RCN (contre-la-montre par équipes)
- 2010
  - 6e étape de la Vuelta a Chiriquí (contre-la-montre par équipes)

## Résultats sur lesgrands tours

### Tour d'Italie
2 participations.
- 2002 : 27e du classement général.
- 2003 : 46e du classement général.

## Classements mondiaux
| Année            | 2006 | 2007 | 2008 | 2009 | 2010 | 2011 |
| ---------------- | ---- | ---- | ---- | ---- | ---- | ---- |
| UCI America Tour | 226e | 65e  |      | 429e |      | 326e |